# Can (Band)
Can war eine 1968 in Köln gegründete avantgardistische Band, die keinem bestimmten Musikstil zuzuordnen ist und es ablehnte, als Rockband bezeichnet zu werden. Sie bewegte sich zwischen Funk und innovativen Krautrock- und Psychedelic-Rock-Elementen und experimentierte mit elektronischer Musik. Die Kernphase war von 1969 bis 1974.

## Geschichte

### Gründung (1968)
Gründer und künstlerischer Kern der Band waren der Keyboarder Irmin Schmidt und der Bassist Holger Czukay. Beide hatten bei Karlheinz Stockhausen an der Musikhochschule Köln Komposition studiert. Sie versammelten Anfang 1968 Musiker mit kontrastierenden musikalischen Hintergründen um sich und bildeten mit ihnen ein Experimentierkollektiv. David C. Johnson war zu diesem Zeitpunkt Dozent für elektronische Musik. Vom Free Jazz kam Schlagzeuger Jaki Liebezeit, der zuvor mit Manfred Schoof zusammengearbeitet hatte. Gitarrist Michael Karoli suchte noch nach musikalischer Identität. Zunächst nannte man sich Inner Space. Aus einem Konzert vom Juni 1968 wurden zunächst die Singles Agilok & Blubbo (Juli 1968) und Kamasutra (November 1968) veröffentlicht. Das Management übernahm Hildegard Schmidt, Irmins Frau.
Ab 1968 probte die Gruppe in Schloss Nörvenich. Im August 1968 lernte Hildegard Schmidt in Paris den Bildhauer Malcolm Mooney kennen, der als neuer Sänger dazustieß. Die übrigen Mitglieder akzeptierten seinen Vorschlag, sich The Can zu nennen.

### 1968 bis 1973
Im November 1968 nahmen Can den Soundtrack zum Kinofilm Kamasutra – Vollendung der Liebe auf. Die erste LP Monster Movie entstand am 25. Juli 1969 und beinhaltet Spontankompositionen. Die auf nur 500 Exemplare veranschlagte erste Auflage war in zwei Wochen verkauft. Ab Ende des Jahres verzichtete die Band auf das The im Namen und nannte sich nun Can. Auf Konzerten fiel Malcolm Mooney durch verwirrte Darbietungen auf; er kehrte wenig später in die Vereinigten Staaten zurück.
Im Mai 1970 wurde der Straßenmusiker Kenji „Damo“ Suzuki (Gesang) für ein Konzert in München engagiert. Es folgten die LPs Can Soundtracks (aufgenommen von November 1969 bis August 1970) und Tago Mago (November 1970 bis Februar 1971). Soundtracks enthielt eine Zusammenstellung von Filmmusiken der letzten fünf Filme, für die Can als Komponisten verantwortlich zeichneten. 
Im Dezember 1971 bezogen Can ein eigenes Tonstudio in einem ehemaligen Kinosaal in Weilerswist bei Köln; ausgediente Bundeswehr-Matratzen sorgten für Schallschutz.
Von 1971 bis 1978 entstanden hier acht Studioalben der Gruppe. Erst 1974 wurde 16-Spurtechnik eingesetzt. Die erste LP aus dem neuen Tonstudio war Ege Bamyasi (Dezember 1971 bis Juni 1972), es folgte Future Days (veröffentlicht im August 1973). Auf Vorschlag von Conny Plank übernahm ab 1973 René Tinner die Rolle des Toningenieurs und führte 1978 das Studio als CAN-Studio weiter. Im September 1973 verließ Damo Suzuki die Band.

### 1974 bis 1977
Die LP Limited Edition (1974) war zunächst mit einer Auflage von 15.000 Exemplaren geplant (und wurde 1976 zur Unlimited Edition erweitert). Es folgten die LPs Soon Over Babaluma (August 1974) und Landed (Februar bis April 1975). Die Doppel-LP Unlimited Edition (März 1976) enthielt als erweiterte Version der Limited Edition unveröffentlichte, zwischen September 1968 und September 1974 entstandene, Aufnahmen sowie Flow Motion (Juni 1976) und Saw Delight (Januar 1977), das Allmusic als Abschieds-Album sah.
Im Mai 1977 verließ Czukay die Band, Rosko Gee von der britischen Rockband Traffic hatte bereits auf Saw Delight dessen Bass-Part übernommen. Out of Reach (Oktober 1977) war das zehnte Studioalbum, gefolgt von Can (Februar 1978) mit der im Dezember 1977 entstandenen Single-Auskopplung Can Can / Can Be basierend auf Jacques Offenbachs Grundthema des Cancan-Tanzes. Mit der LP Delay 1968 benannte die Gruppe selbstironisch die Verzögerungen bei der Veröffentlichung des Materials (1981; Aufnahmen entstanden zwischen März und Oktober 1968 in Schloss Nörvenich).

### 1978 bis 1999
Nach den Sessions zur LP Can im Februar 1978 löste sich die Gruppe schließlich auf. Im selben Jahr verließ Karoli die Band, 1980 zog Schmidt mit Familie in die Provence. Spätere Auftritte erfolgten unter der Bezeichnung Can Solo-Projects mit einzelnen ehemaligen Bandmitgliedern.
1986 oder 1987 fanden sich Can in der Besetzung von Monster Movie erneut zusammen, nachdem Malcolm Mooney hinter seinem Sofa ein Flugticket gefunden hatte, das ihm die anderen Mitglieder ein Jahrzehnt zuvor gesendet hatten. Als letztes reguläres Album folgte in dieser Besetzung Rite Time, dessen Produktion bis Anfang 1989 dauerte. 1999 fand für die Serie Pop 2000 die letzte Zusammenarbeit unter dem Namen Can statt. 1999 traten bei vier Konzerten Michael Karoli, Holger Czukay, Irmin Schmidt und Jaki Liebezeit als „CAN Solo Projects“ nacheinander auf; eine Wiedervereinigung auf der Bühne fand jedoch nicht statt.

### Nach 1999
Michael Karoli starb am 17. November 2001 infolge einer Krebserkrankung. Am 18. Juni 2012 erschien die CD Can – The Lost Tapes mit verschollenen Aufnahmen von etwa 30 Stunden Spieldauer. Sie wurden aufgefunden, als das Can-Studio „Inner Space“ im November 2007 aufgelöst und in Gronau (Westf.) durch das Rock’n’popmuseum originalgetreu wiederaufgebaut worden war. Jaki Liebezeit starb am 22. Januar 2017 im Alter von 78 Jahren an einer Lungenentzündung. Am 5. September 2017 wurde Holger Czukay in seiner Wohnung in Weilerswist tot aufgefunden.
Am 22. Januar 2018 gab es in der Kölner Philharmonie ein Konzert unter dem Titel Jaki Liebezeit – A Tribute, bei dem unter anderem die Ex-Can-Bandmitglieder Irmin Schmidt, Damo Suzuki, Rosko Gee und Gerd Dudek mitspielten. Als externe Gäste fungierten Gianna Nannini, Helmut Zerlett, Jah Wobble, Hans Maahn, Rüdiger Elze, Manfred Schoof, Baba Zula, Chen Pi-hsien, Drums Off Chaos (Reiner Linke, Maf Retter und Manos Tsangaris), René Tinner, Robert Coyne, Michael Rother, Ralf Gustke, Dominik von Senger, Jochen Irmler, Marc Layton-Bennett, Jono Podmore, Ian Tregoning, Aglaja Camphausen und Werner Steinhauser.
Am 9. März 2023 erschien der Dokumentarfilm Can and me des Regisseurs Michael P. Aust über den Musiker Irmin Schmidt, das zum Zeitpunkt der Veröffentlichung des Dokumentarfilms einzige noch lebende Gründungsmitglied der Krautrockband Can, in ausgewählten Kinos. In dem Film sprechen außerdem Can-Bandmanagerin und Ehefrau Hildegard Schmidt sowie Musiker Helmut Zerlett und Filmemacher Wim Wenders.

## Filmmusik

Can – Spoon

Einem größeren Publikum bekannt wurde die Band durch Filmmusik, so etwa zu Tom Toelles Fernsehfilm Das Millionenspiel, ausgestrahlt am 18. Oktober 1970. Auf der LP Can Soundtracks waren Titel aus den Filmen Mädchen mit Gewalt (Deutschlandpremiere am 19. Februar 1970), Ein großer graublauer Vogel (Deutschlandpremiere im Juni 1970), Deadlock (15. Oktober 1970), Deep End (29. April 1971) und Cream – Schwabing Report (27. August 1971) enthalten. Bekanntester Soundtrack war der Titel Spoon (mit Rhythmusmaschine, veröffentlicht im Dezember 1971), der als Erkennungsmelodie der dreiteiligen Durbridge-Krimiserie Das Messer ab 30. November 1971 ausgestrahlt wurde. In der deutschen Hitparade gelangte die Single im Dezember 1971 bis auf Rang 8. Vom Song wurden nachfolgend über 200.000 Exemplare verkauft.
1973 lieferte Can (als The Can) die Musik zur 25. Tatort-Folge Tote Taube in der Beethovenstraße von Samuel Fuller (ausgestrahlt am 7. Januar 1973); der Titel Vitamin C erschien – wie auch Spoon – später auf der LP Ege Bamyası. Ab 24. September 1975 lief die Krimiserie Eurogang mit der Can-Single Hunters and Collectors (aus der LP Landed). Die Single I Want More (aus der LP Flow Motion) gelangte im August 1976 in die britischen Charts bis auf Rang 26, die einzige britische Chart-Notierung der Gruppe. Der Titel Aspectacle aus der LP Can wurde im Februar 1978 zur Erkennungsmelodie des ZDF-Kulturmagazins Aspekte. Can steuerte zu insgesamt 21 Filmen die Musik bei. Dies ermöglichte der Band die finanzielle Unabhängigkeit bei ihren übrigen Projekten.

## Konzerte
Ihr Konzert 1970 auf der Soester Allerheiligenkirmes im Karussell der Jugend war der erste Live-TV-Auftritt. Er wurde vom WDR mitgeschnitten und dort am 6. Februar 2017 erstmals ausgestrahlt. Einem größeren Publikum wurde Can im Juli 1970 auf dem ersten Open Air Pop Festival in Aachen bekannt.
Die Band war in Großbritannien trotz der verhaltenen Verkaufszahlen sehr bekannt. Die erste Tournee durch England fand bereits ab 28. April 1972 statt, beginnend in London und endend am 8. Mai 1972 in Colchester; seitdem traten sie hier regelmäßig auf. Eine umfangreiche England-Tournee startete am 16. Februar 1973 und endete erst nach vier Wochen am 18. März 1973. Am 9. August 1971 standen sie im Beat-Club vor den Kameras. Can gab am 3. Februar 1972 ein Konzert in der ausverkauften Kölner Sporthalle, das vom WDR-Fernsehen unter der Regie von Peter Przygodda mitgeschnitten und am 25. September 1975 in WDR 3 ausgestrahlt wurde. Die letzten Auftritte fanden im Mai 1977 in Portugal statt.

## Rezeption
Can setzten in ihrer Spielweise, der Art des Zusammenspiels und in der Produktionsmethode experimentelle Akzente, die von der konventionellen Rockmusik deutlich abwichen. Repetitive Passagen, starke improvisatorische, in den Jazz-Rock und Free-Jazz hineinreichende Passagen wurden zu ihrem Markenzeichen. Can war weder eine kommerzielle Rockband noch eine dem Mainstream der Rockmusik zuzuordnende Formation. Der Musikstil der Band passte nicht in das Vermarktungsschema der meisten Plattenfirmen, so dass es der Gruppe anfangs schwer fiel, eine Plattenfirma zu finden. Das war der Grund, warum die Band so häufig das Plattenlabel wechseln musste. Erst im Mai 1975 erhielten sie einen Plattenvertrag bei EMI. Cans Aufnahmegewohnheiten führten zur Ansammlung unveröffentlichter Aufnahmen, die dann erst Jahre später auf den Markt kamen. 2003 bekamen Can den deutschen Musikpreis Echo für ihr Lebenswerk.
Von Anfang an standen Can abseits der Tradition des Rock ’n’ Roll, was darauf zurückzuführen war, dass zwei ihrer Musiker (Czukay und Schmidt) aus der klassischen Musikszene um Karlheinz Stockhausen kamen. Ein Mitarbeiter von Stockhausen, der Komponist, Flötist und Live-Elektroniker David Johnson gehörte zu den Gründungsmitgliedern von Can.
Der einzige, der zur Gründungszeit Erfahrung im Bereich Rockmusik aufweisen konnte, war der junge Gitarrist Karoli, der bereits in verschiedenen Beatgruppen gespielt hatte. Zudem brachte der Schlagzeuger Liebezeit, der sich zuvor mit Jazz und eine Zeit lang mit Free Jazz (beispielsweise im Quintett von Manfred Schoof) beschäftigt hatte, einen weiteren Kontrast in die „musikalische Kommune“ mit ein, die vor allem in den Anfangstagen einen Schwerpunkt auf improvisierte Musik legte.
Ein anderer Einfluss, der alle Mitglieder der Formation prägte, war Weltmusik und Folklore aus allen Teilen der Erde. Im Laufe ihres Schaffens kamen ständig neue Einflüsse wie Disco, aber auch technische Neuerungen hinzu, wodurch sich ihr Klangbild nach und nach veränderte. Diese ständigen Veränderungen und die eigentümlichen Ansichten zur Zusammenarbeit im Kollektiv führten immer wieder zu Besetzungswechseln, obwohl der Kern stets erhalten blieb.
Ihr entscheidender Beitrag zur Musikgeschichte liegt darin, dass sie wie kaum eine andere Band eine von der klassischen Liedstruktur unabhängige Ästhetik repetitiver Klangkompositionen entwickelte. Damit sind Can richtungsweisend für die Musik der 1970er, 1980er und 1990er Jahre. So beriefen sich beispielsweise Punkbands wie die Buzzcocks auf Can. Weitreichende Akzeptanz gab es im Bereich des Post-Punk (z. B. Siouxsie and the Banshees, Public Image Ltd. und The Fall) und Independent (z. B. Sonic Youth, The Jesus and Mary Chain, Radiohead und The Mars Volta). Durch den minimalistischen Einsatz elektronischer Instrumente, klassisch minimalistische Drumsets und die typischen repetitiven Songstrukturen wurden Can zu einer der Vorreiter der elektronischen Tanz- und Unterhaltungsmusik.
Neben den Einstürzenden Neubauten, Kraftwerk und den Scorpions zählen Can zu den weltweit erfolgreichsten und bekanntesten deutschen Bands. Die US-amerikanische Rockband The Mooney Suzuki benannte sich nach den Nachnamen der beiden Can-Sänger, darüber hinaus sind musikalische Einflüsse jedoch nicht festzustellen. Auf seinem Album Graduation (2007, Roc-A-Fella Records) benutzt Kanye West ein Sample aus Sing Swan Song für Drunk and Hot Girls. Der Experimentalkomponist Karlheinz Essl schuf mit Father Earth, das 2007 auf seiner Veröffentlichung SNDT®X erschien, eine Hommage an Can, die sich auf Mother Sky von der LP Soundtracks bezieht. In einem Interview mit The Quietus von 2011 beschreibt Geoff Barrow von Portishead den enormen Einfluss von Can auf sein kreatives Schaffen: „Can are my favourite and most inspirational band ever, I think. I heard this in the early nineties on the radio, thinking they were the best new band ever – and then I found out it was released in the early 70s. Melodically, sonically and rythmically this is experimentation with songs.“
Stephen Malkmus, der ehemalige Sänger und Gitarrist von Pavement, der mit dieser Band wie auch mit den Jicks eine intensive Can-Rezeption verarbeitete, coverte zusammen mit Mitgliedern der Band Von Spar 2012 das gesamte Can-Album Ege Bamyasi auf dem Kölner Weekend-Festival und veröffentlichte die Aufnahme 2013 als Can’s Ege Bamyasi. Im Juni 2015 wählte die Zeitschrift Rolling Stone das Album Future Days auf Platz 8 der 50 besten Progressive-Rock-Alben aller Zeiten. 2020 wurde mit Ege Bamyasi erstmals ein Album der Band in die 500 besten Alben aller Zeiten aufgenommen. Tago Mago und Future Days sind in den 1001 Albums You Must Hear Before You Die vertreten.

## Diskografie
Studioalben

| Jahr | Titel Musiklabel                                   | Höchstplatzierung, Gesamtwochen/‑monate, AuszeichnungChartplatzierungen (Jahr, Titel, Musiklabel, Platzierungen, Wochen/Monate, Auszeichnungen, Anmerkungen) | Höchstplatzierung, Gesamtwochen/‑monate, AuszeichnungChartplatzierungen (Jahr, Titel, Musiklabel, Platzierungen, Wochen/Monate, Auszeichnungen, Anmerkungen) | Höchstplatzierung, Gesamtwochen/‑monate, AuszeichnungChartplatzierungen (Jahr, Titel, Musiklabel, Platzierungen, Wochen/Monate, Auszeichnungen, Anmerkungen) | Höchstplatzierung, Gesamtwochen/‑monate, AuszeichnungChartplatzierungen (Jahr, Titel, Musiklabel, Platzierungen, Wochen/Monate, Auszeichnungen, Anmerkungen) | Anmerkungen                          |
| Jahr | Titel Musiklabel                                   | DE | AT | CH | UK | Anmerkungen                          |
| ---- | -------------------------------------------------- | --- | --- | --- | --- | ------------------------------------ |
| 1969 | Monster Movie United Artists Records               | — | — | — | — | Erstveröffentlichung: August 1969    |
| 1970 | Soundtracks Liberty Records                        | — | — | — | — | Erstveröffentlichung: September 1970 |
| 1971 | Tago Mago United Artists Records                   | DE38 (1 Mt.)DE | — | — | — | Erstveröffentlichung: Februar 1971   |
| 1972 | Ege Bamyasi United Artists Records                 | — | — | — | — | Erstveröffentlichung: Juni 1972      |
| 1973 | Future Days United Artists Records                 | — | — | — | — | Erstveröffentlichung: August 1973    |
| 1974 | Soon over Babaluma United Artists Records          | — | — | — | — | Erstveröffentlichung: November 1974  |
| 1975 | Landed Harvest Records                             | — | — | — | — | Erstveröffentlichung: September 1975 |
| 1976 | Flow Motion Harvest Records                        | — | — | — | — | Erstveröffentlichung: Oktober 1976   |
| 1977 | Saw Delight Harvest Records                        | — | — | — | — | Erstveröffentlichung: März 1977      |
| 1978 | Out of Reach Harvest Records                       | — | — | — | — | Erstveröffentlichung: Juli 1978      |
| 1979 | Can (auch bekannt als Inner Space) Harvest Records | — | — | — | — | Erstveröffentlichung: Juli 1979      |
| 1989 | Rite Time Spoon Records                            | — | — | — | — | Erstveröffentlichung: 1989           |

grau schraffiert: keine Chartdaten aus diesem Jahr verfügbar

### Musikbeispiele
- Can: Vitamin C auf YouTube
- Can: I Want More auf YouTube
- Can: ...And More auf YouTube
- Can: She Brings the Rain auf YouTube